# Ministri degli affari esteri della Repubblica Democratica Tedesca
I ministri degli affari esteri della Repubblica Democratica Tedesca si sono succeduti dal 1949 al 1990.

## Lista
| Ministro           | Ministro          | Ministro           | Partito                                  | Governo                                                                                         | Inizio          | Fine              |
| ------------------ | ----------------- | ------------------ | ---------------------------------------- | ----------------------------------------------------------------------------------------------- | --------------- | ----------------- |
|                    |                   | Georg Dertinger    | Unione Cristiano Democratica             | Governo Grotewohl                                                                               | 12 ottobre 1949 | 15 gennaio 1953   |
|                    |                   | Anton Ackermann    | Partito Socialista Unificato di Germania | Governo Grotewohl                                                                               | 15 gennaio 1953 | luglio 1953       |
|                    |                   | Lothar Bolz        | Partito Nazional-Democratico di Germania | Governo Grotewohl                                                                               | luglio 1953     | 24 settembre 1964 |
| Governo Stoph I    | 24 settembre 1964 | Lothar Bolz        | Partito Nazional-Democratico di Germania | 24 giugno 1965                                                                                  |                 |                   |
| Governo Stoph I    |                   |                    | Otto Winzer                              | Partito Socialista Unificato di Germania                                                        | 24 giugno 1965  | 3 ottobre 1973    |
| Governo Sindermann | 3 ottobre 1973    | 20 gennaio 1975    | Otto Winzer                              | Partito Socialista Unificato di Germania                                                        |                 |                   |
| Governo Sindermann |                   |                    | Oskar Fischer                            | Partito Socialista Unificato di Germania dal 4 febbraio 1990 Partito del Socialismo Democratico | 3 marzo 1975    | 1º novembre 1976  |
| Governo Stoph II   | 1º novembre 1976  | 7 novembre 1989    | Oskar Fischer                            | Partito Socialista Unificato di Germania dal 4 febbraio 1990 Partito del Socialismo Democratico |                 |                   |
| Governo Modrow     | 7 novembre 1989   | 12 aprile 1990     | Oskar Fischer                            | Partito Socialista Unificato di Germania dal 4 febbraio 1990 Partito del Socialismo Democratico |                 |                   |
|                    |                   | Markus Meckel      | Partito Socialdemocratico                | Governo de Maizière                                                                             | 12 aprile 1990  | 20 agosto 1990    |
|                    |                   | Lothar de Maizière | Unione Cristiano Democratica             | Governo de Maizière                                                                             | 20 agosto 1990  | 2 ottobre 1990    |